# Cryptocreagris tibialis
Cryptocreagris tibialis är en spindeldjursart som först beskrevs av Banks 1909.  Cryptocreagris tibialis ingår i släktet Cryptocreagris och familjen helplåtklokrypare. Inga underarter finns listade i Catalogue of Life.